# Pagyda citrinella
Pagyda citrinella là một loài bướm đêm trong họ Crambidae.